# Andrew Ranger
Andrew Ranger, född den 20 november 1986 i Roxton Pond, Québec, Kanada, är en kanadensisk racerförare.

## Racingkarriär
Ranger tävlade i Atlantic Championship 2004, och blev bästa nykomling, med sex stycken pallplatser och en fjärdeplats sammanlagt. För 2005 graduerade Ranger till Champ Car, där han skrev historia i sin andra tävling, då han som artonåring blev tvåa i Monterrey. Han blev bland de tio bästa ytterligare fem gånger, och blev tia i mästerskapet sammanlagt. Han blev näst bäste nykomling, besegrad av Timo Glock. Ranger tävlade i Champ Car även 2006, och hamnade återigen på tionde plats. Hans bästa placering var en femteplats på Surfers Paradise. Efter 2006 gav Ranger upp sin formelbilskarriär, då han inte hade finansiella möjligheter att köpa till sig bra platser. Istället började han tävla i NASCAR Canadian Tire Series; NASCAR:s kanadensiska motsvarighet. Där blev Ranger mästare både 2007 och 2009.